# (38277) 1999 RP49
1999 RP49 (asteroide 38277) é um asteroide da cintura principal. Possui uma excentricidade de 0.31158710 e uma inclinação de 3.91805º.
Este asteroide foi descoberto no dia 7 de setembro de 1999 por LINEAR em Socorro.